# Comuna Kerteminde
Kerteminde (Kerteminde Kommune) este o comună din regiunea Syddanmark, Danemarca, cu o suprafață totală de 206,74 km².